# Valle de San José
Valle de San José – miasto w Kolumbii, w departamencie Santander.